# André Migot
Pour les articles homonymes, voir Migot.
André Migot, né le 28 janvier 1892 à Paris 18e et mort le 21 février 1967 à Villejuif, est un biologiste, médecin, alpiniste, voyageur, explorateur, sinologue, tibétologue et écrivain français.

## Biographie

### Études
Né à Paris en 1892, André Migot y prépare son doctorat de médecine et sa licence ès sciences naturelles.
Il soutient sa thèse en médecine intitulée La fièvre des tranchées en juillet 1918 sur la base d'observation dans le secteur du front de Champagne durant la Première Guerre mondiale.

### Biologie marine
Nommé assistant au laboratoire de biologie marine de Banyuls-sur-Mer (Pyrénées-Orientales), il participe à diverses missions en Méditerranée et en Afrique du Nord.

### Alpinisme
Membre fondateur du Groupe de haute montagne (G.H.M.), André Migot a réalisé de nombreuses « premières » dans les Alpes et dans les Pyrénées.
L'alpiniste a plusieurs courses et ascensions à son actif : 
- 1921 : traversée du col de la Brenva (4 333 m, Alpes grées) avec Tom et Jacques de Lépiney ;
- 1928 : remontée de l'arête du Brouillard depuis le col du Brouillard avec Robert Tézenas du Montcel[6] ;
- 1929 : ouverture de l'itinéraire de l'éperon nord de l'aiguille du Chardonnet avec Camille Devouassoux[7] ;
- 1932 : remontée du couloir nord du col du Diable dans le massif des Écrins avec Louis Neltner.

Un accident à l'aiguille des Pélerins lui mutile la main et le fait renoncer à l'escalade rocheuse. Dans les Alpes, en face nord de l'aiguille du Chardonnet, l'éperon André Migot perpétue son souvenir.

### Voyages
Dans les années 1930, André Migot s'installe comme médecin à La Grave (Hautes-Alpes) mais se lasse bientôt de cette vie casanière. En 1938, il se lance dans un vaste périple à bicyclette et sous la tente qui le mène de Paris à Calcutta en Inde,.
En Afghanistan, il séjourne auprès de Joseph Hackin, le conservateur du musée Guimet, et participe à ses recherches archéologiques. Son voyage est interrompu en 1939 par la mobilisation qui l'envoie à Saïgon puis à Paris.
Après l'armistice de 1940, il reprend ses activités médicales à Paris et en profite pour obtenir plusieurs diplômes dans d'autres domaines : licence ès lettres (« philosophie et histoire des religions »), diplôme de l'école des hautes études (« philologie bouddhique ») et diplôme de l'École du Louvre (« arts et archéologie de l'Inde et de l'Asie centrale »).
En novembre 1945, il retourne enfin en Indochine, passe une année au Cambodge comme médecin et y poursuit ses recherches sur le bouddhisme et l'architecture khmère.
En décembre 1946, il se dirige vers la Chine, chargé d'une mission par l'École française d'Extrême-Orient. Il reste trente mois en Chine et au Tibet, faisant de longs séjours dans des lamaseries. Après une vaine tentative vers Lhassa, il remonte vers le Koukou-Nor, la Mongolie et Pékin.
En essayant de visiter les tombeaux des Ming près de Pékin, il est arrêté par les communistes puis relâché au bout de trois semaines.
Il revient vers Shanghaï, remonte le fleuve bleu et effectue un nouveau séjour de six mois au Tibet oriental (le Kham).
Traversant la Chine du Sud en pleine révolution, il gagne Hong Kong en juillet 1949 avec vingt caisses de documents et de livres tibétains et rentre en Indochine, où il reste encore trois ans avant de retourner en France.
En novembre 1952, il part une nouvelle fois, cette fois comme médecin de la mission française aux îles Kerguelen. Il y séjourne treize mois avant de rejoindre comme observateur l'expédition antarctique australienne en Terre de Mac. Robertson,.
Au début de 1956, le gouvernement cambodgien sollicite sa participation à la fondation de l’hôpital des bonzes de Phnom-Penh,.
En 1957, il prend contact avec la République populaire de Chine et passe six mois aux marches du Tibet, et rapporte le film et le livre Chine sans murailles.

### Vie privée
Il épouse l'historienne Olga Wormser, rencontrée en 1955 et demandée en mariage en 1961. Le déjeuner de noces se déroule à l'auberge du Bas-Bréau à Barbizon, non loin de Chailly-en-Bière où André Migot avait acquis la Villa des Artistes.

### Mort
En février 1967, il meurt d'une maladie cardiaque.

## André Migot et le thème du «Tibet secret»
André Migot fit plusieurs voyages en Asie avant et après la Seconde Guerre mondiale, notamment dans le Tibet oriental, où il devint adepte et spécialiste du bouddhisme. Selon Pierre Chapoutot, comme Alexandra David-Néel, il contribua à populariser le thème du « Tibet secret » mais, alors que l'exploratrice en avait une vision très critique, Migot pour sa part y adhérait sans nuance.

## Publications

### Ouvrages
- avec Jacques de Lépiney, E. de Gigord, Description de la haute montagne dans le massif du Mont Blanc, texte imprimé, avec 39 dessins à la plume hors texte et 2 esquisses orographiques, Paris, librairie Fischbacher, 1925
- avec Paul Dillemann, Jean Escarra, Les Itinéraires de la face nord de l'aiguille du Chardonnet (3824 m), texte imprimé, Paris, Club alpin français, 1930. 24 p.
- Caravane vers Bouddha : un Français à travers la Haute-Asie mystique, Amiot-Dumont, première édition en 1954 avec une préface d'Alexandra David-Néel ; édition revue en 1961 avec une préface de Pierre Lazareff, Club des Amis du Livre, Paris ; (en), traduit et préfacé par Peter Fleming, 1955 Tibetan Marches, Rupert Hart-Davis, London
- La faune des îles Kerguelen et de l'Antarctique, éditions Junior, Paris, 1955
- La découverte de l'Antarctique, éditions du Soleil-Levant, Namur, 1956
- The Lonely South, Rupert Hart-Davis, London, 1956
- Le Bouddha, coll. « Portraits de l'Histoire », Club français du livre, Paris, 1957 (compte rendu de J. Filliozat, dans Revue de l'histoire des religions, année 1958, tome 154, no 2, p. 237-238)
- « Sur les routes secrètes de l'Asie », in Explorations, sous la direction de Gaétan Fouquet et André Lejard, Le Livre de Paris, Paris 1957
- Chine sans murailles, Arthaud, Paris, 1958
- Solitudes humaines, Casterman, Tournai-Paris, 1960
- Les Khmers, des origines d'Angkor au Cambodge d'aujourd'hui, Le Livre contemporain, Paris, 1960
- Immortelle Pologne, Connaissance du monde, Hachette, Paris, 1961
- Les Visages de la Chine éternelle, Éditions contemporaines modernes illustrées, Paris, 1964
- Mao Tsé-Toung, Notes de Pierre Tiroe, Culture, Art et Loisir, 1965
- Au Tibet sur les traces du Bouddha, préface de Rolf Stein, Éditions du Rocher, 1978  (ISBN 2268000257 et 9782268000251)

### Articles
- « Les lamas-souverains du Tibet : Dalai-Lama et Panchen-Lama » (I), France-Asie, Saïgon, vol. 66-67, 1951, p. 549-62.
- « Les lamas-souverains du Tibet : Dalai-Lama et Panchen-Lama » (III), France-Asie, Saïgon, 1955, 28 p.
- « Une « excursion » en Chine Rouge », Europe, Paris, vol. 31, no 88, 1er avril 1953, p. 11-46.
- « Un grand disciple du Bouddha : Sâriputra », Bulletin de l'École française d'Extrême-Orient, Adrien-Maisonneuve, tome 46, no 2, 1954, p. 405-554.
- « La vie spirituelle au Tibet », Hommes et Mondes, no 120, juillet 1956, p. 527-542.
- « Recherches sur les dialectes tibétains du Si-k'ang (province de Khams) », Bulletin de l'École française d'Extrême-Orient, Adrien-Maisonneuve, tome 48, no 2, 1957, p. 417-562.
- « Les temples bouddhiques du mont O-Mei (O-Mei Chan) », Arts Asiatiques (École française d’Extrême-Orient), vol. 4, no 1, 1957, p. 20-34.

### Traductions
- Narada Thera, La Doctrine bouddhique de la re-naissance, par le Vén. Nârada Thera, traduction de l'anglais André Migot, Paris, Adrien-Maisonneuve, 1953 ; réédition Paris, Librairie d'Amérique et d'Orient, 1979.

## Disque
- Musique religieuse chinoise et tibétaine, Collected by André Migot (BAM, « La Boîte à Musique », 133 Blvd. Raspail, Paris 6e, 1961 (compte rendu de Laurence Picken dans Journal of the International Folk Music Council, vol. 15, fasc. 1, 1963, p. 158)